# Amoklauf an der Polytechnischen Hochschule Montréal

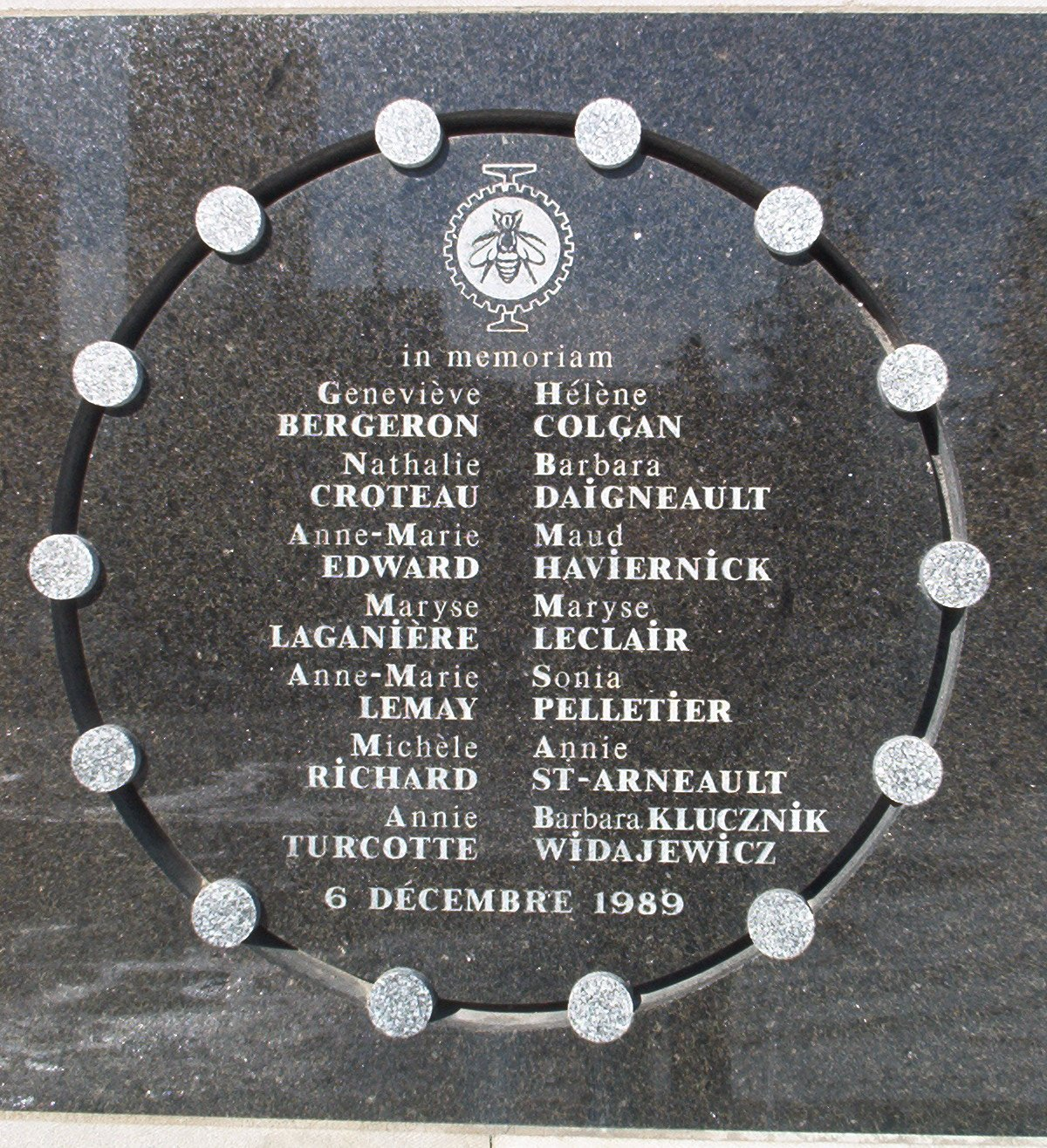
Gedenktafel für die 14 Opfer

Der Amoklauf an der Polytechnischen Hochschule Montréal, auch bekannt als Montreal-Massaker, ereignete sich am 6. Dezember 1989 an der École polytechnique de Montréal in Montréal, Kanada. Der 25-jährige Marc Lépine tötete 14 Frauen und verletzte 14 weitere Personen, darunter vier Männer, bevor er sich selbst das Leben nahm. Mit der Begründung, er würde den „Feminismus bekämpfen“, betrat Lépine verschiedene Räume des Gebäudes und schoss gezielt auf Frauen. Der Amoklauf dauerte knapp 20 Minuten. Lépine hinterließ einen Abschiedsbrief, in dem er behauptete, Feministinnen hätten sein Leben ruiniert und das Massaker habe politische Motive. Der Brief enthielt zudem eine Liste mit den Namen von 19 Frauen aus Québec, die Lépine für Feministinnen hielt und deshalb umbringen wollte.
Zum Tatmotiv gibt es mehrere Theorien. Der Amoklauf wurde aufgrund von Lépines Äußerungen und dem Geschlecht der Opfer als eine antifeministische Attacke und als ein „Hate crime“ gegen Frauen aufgefasst, als ein von Hass motiviertes Verbrechen. Feministinnen und Politiker sehen das Massaker als Ausdruck des größeren gesellschaftlichen Problems von Gewalt gegen Frauen. Einer anderen Theorie zufolge handelte es sich bei dem Massaker um die isolierten Handlungen eines Geisteskranken. Zudem wurden Gewalt in den Medien sowie der Einfluss sozialer Missstände als Erklärungsansätze herangezogen. Lépines Kindheit und vor allem die physische Gewalt, die er erfuhr, wurden ebenfalls für den Amoklauf verantwortlich gemacht.
Als direkte Konsequenz des Massakers wurden schärfere Schusswaffengesetze verabschiedet. Die kanadische Polizei änderte ihre taktische Vorgehensweise bei Amokläufen an Schulen, was half, die Zahl der Todesopfer bei späteren Amokläufen in Kanada zu reduzieren. Eine weitere Folge des Montreal-Massakers war die Einrichtung des kanadischen Ausschusses für Gewalt gegen Frauen.

## Tatverlauf
Am 6. Dezember 1989 kurz nach 16 Uhr betrat Lépine die École polytechnique de Montréal, eine Fachschule für Maschinenbau, die der Université de Montréal angegliedert ist. Er war mit einem Jagdmesser und einem Selbstladegewehr Ruger Mini-14 bewaffnet, das er am 21. November 1985 beim lokalen Sportwaffenhändler gekauft hatte. Lépine kannte sich in dem Gebäude aus, weil er zur Vorbereitung auf das Massaker die École polytechnique mindestens siebenmal aufgesucht hatte.

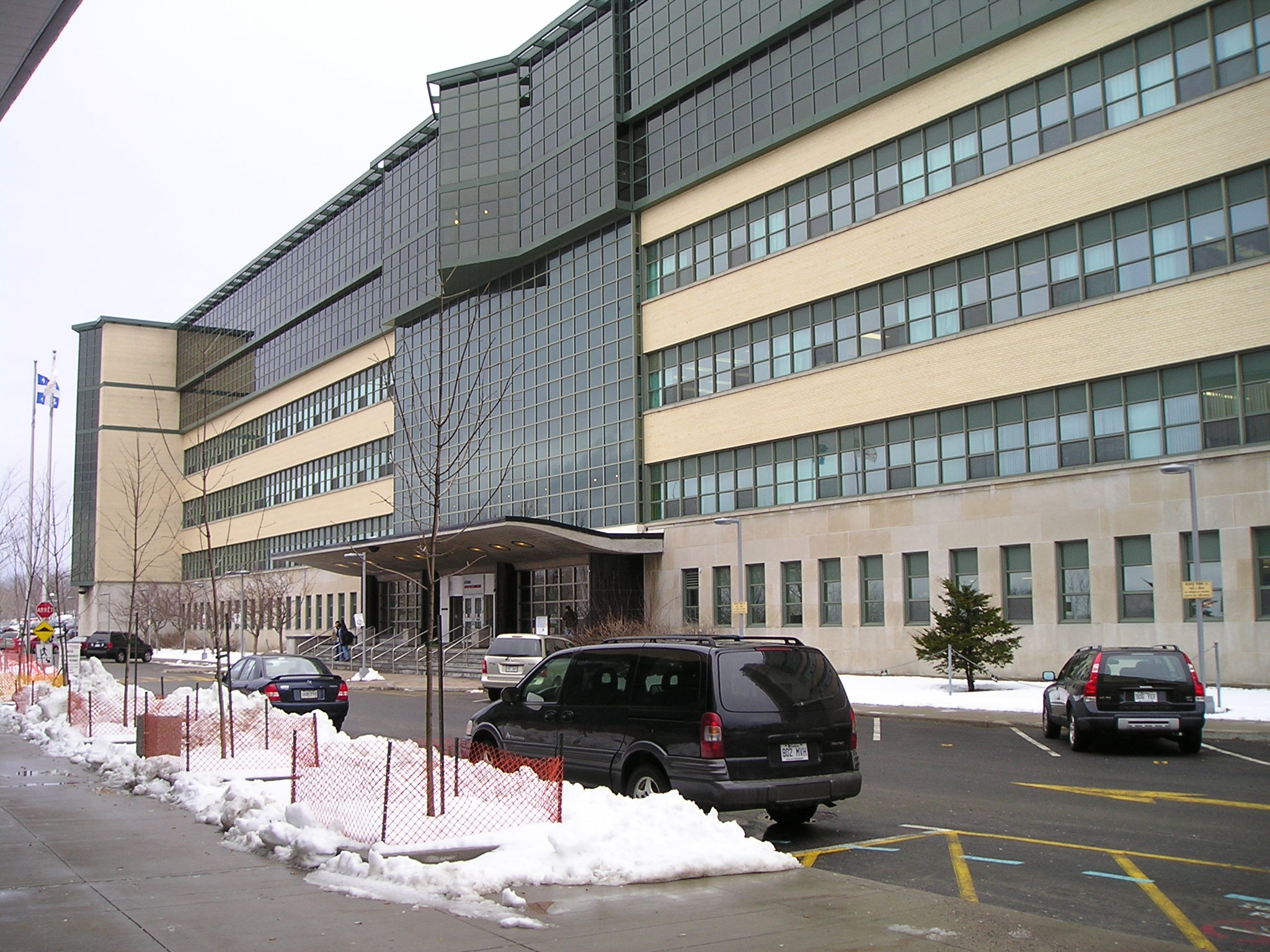
Außenansicht der École Polytechnique de Montréal (2007)

Nachdem er eine Zeitlang im Studentensekretariat gesessen hatte, begab er sich ins Obergeschoss des Gebäudes und betrat gegen 17:10 Uhr einen Raum, in dem ein Maschinenbau-Seminar mit etwa 60 Studierenden stattfand. Er forderte die anwesenden Frauen und Männer auf, sich in verschiedenen Ecken des Raums zu gruppieren. Die Studierenden hielten die Aufforderung zunächst für einen Witz und bewegten sich nicht vom Platz, bis Lépine in die Decke schoss. Lépine trennte dann die neun Frauen von den etwa 50 Männern und wies die Männer an, den Raum zu verlassen. Er fragte die Frauen, ob sie wüssten, weshalb sie dort seien, und als eine Studentin mit „Nein“ antwortete, sagte er: „Ich kämpfe gegen den Feminismus.“ Die Studentin, die zuvor gesprochen hatte, versicherte, sie seien keine Feministinnen. Daraufhin erwiderte Lépine: „Ihr seid alle ein Haufen von Feministinnen. Ich hasse Feministinnen.“ Er schoss auf die neun Frauen von links nach rechts, tötete sechs und verletzte drei.
Lépine setzte das Massaker im Gang des Obergeschosses fort und verletzte drei Studierende. Während er im Gang umherging, schrie er: „Ich will Frauen.“ Er betrat dann einen Raum, in dem er zweimal versuchte, auf eine Studentin zu schießen, musste den Angriff aber unterbrechen und den Raum verlassen, um seine Waffe auf einer Nottreppe nachzuladen. Er kehrte zurück, aber die Studierenden hatten die Tür verriegelt. Lépine schoss dreimal in die Tür, aber es gelang ihm nicht, sie zu öffnen. Im Gang schoss er dann auf weitere Personen und verletzte eine, bevor er eine Frau im Finanzbüro tötete.
Anschließend ging er ins Erdgeschoss in die Cafeteria, wo er eine Frau, die in der Nähe der Küche stand, tötete und eine Studentin verletzte. Fast alle der etwa 100 anwesenden Menschen flohen aus der Cafeteria, nachdem die ersten Schüsse gefallen waren. Er betrat danach einen unverschlossenen Lagerbereich, wo er zwei weitere Frauen umbrachte, die sich dort versteckt hielten.

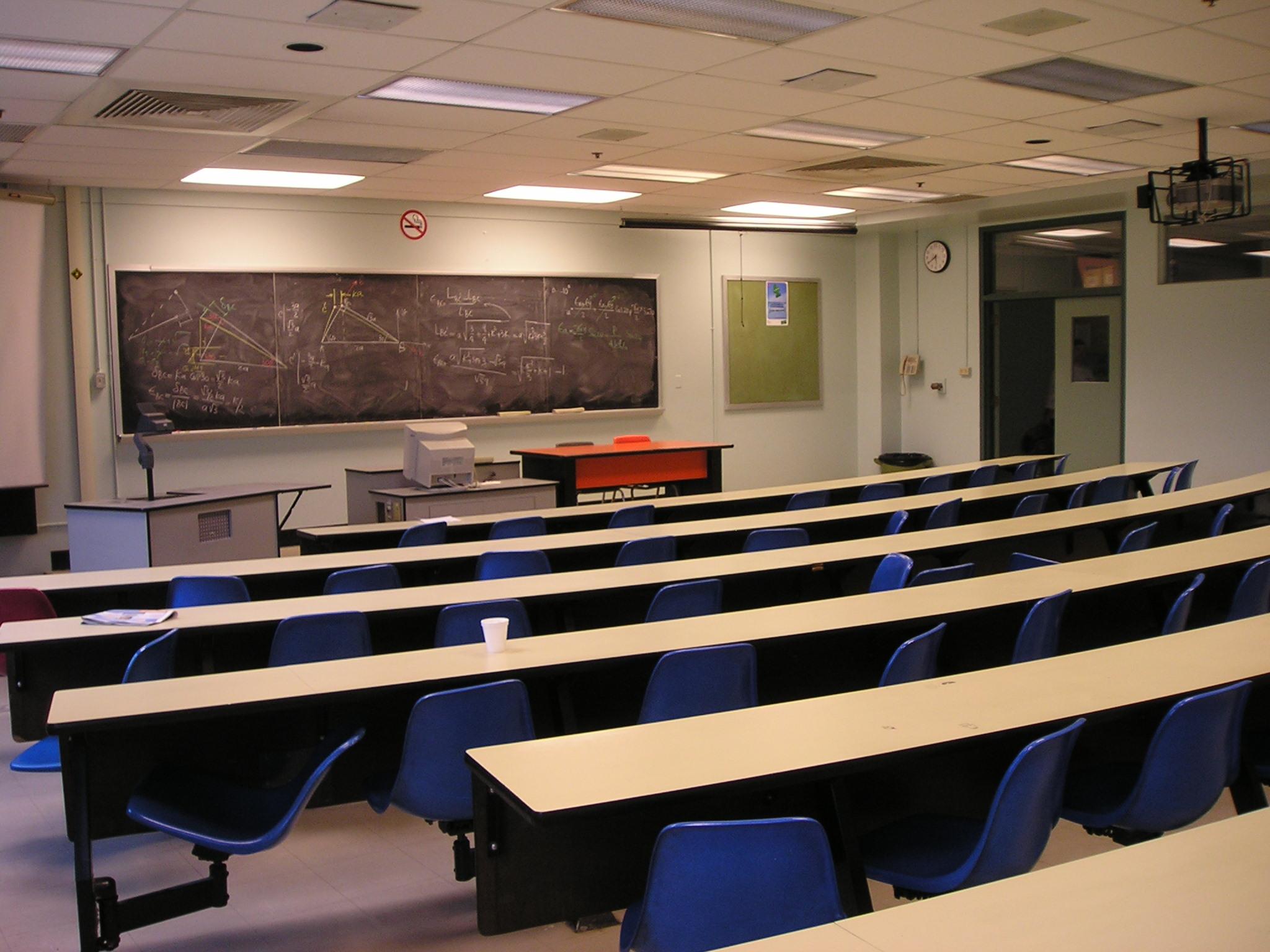
Seminarraum im zweiten Obergeschoss. Hier endete der Amoklauf.

Lépine nahm den Aufzug ins zweite Obergeschoss des Gebäudes, wo er im Flur eine Studentin und zwei Studenten verletzte. Dann betrat er einen Seminarraum und sagte den drei Studenten, die dort eine Präsentation hielten, sie sollten den Raum verlassen. Er verletzte Maryse Leclair, die vorne im Raum stand, schoss dann auf die Studierenden in den ersten Reihen und tötete zwei Frauen, die versuchten, den Raum zu verlassen. Lépine bewegte sich auf einige der Studentinnen zu, verletzte drei und tötete eine von ihnen. Er wechselte das Magazin und schoss dann in alle Richtungen. Die verletzte Leclair bat um Hilfe, woraufhin Lépine dreimal mit seinem Jagdmesser auf sie einstach und sie tötete. Er nahm seine Mütze ab, wickelte sein Gewehr in seinen Mantel und nahm sich mit einem Kopfschuss das Leben. Der Amoklauf dauerte etwa 20 Minuten. Keiner der rund 2500 im Gebäude anwesenden Studierenden und Universitätsangestellten hatte versucht, den Amokläufer aufzuhalten. Lépine tötete 14 Frauen, davon 12 Ingenieursstudentinnen, eine Medizinstudentin und eine Universitätsmitarbeiterin. 14 andere Personen – davon vier Männer – verletzte er mit Schüssen.
Nachdem er Reporter informiert hatte, betrat Pierre Leclair, der Pressesprecher der Polizei Montreal, das Gebäude und fand die Leiche seiner Tochter Maryse.

## Abschiedsbrief
Lépine hinterließ einen dreiseitigen Abschiedsbrief, der mit dem Datum des Amoklaufs versehen war. Einige Details aus dem Abschiedsbrief wurden zwei Tage nach dem Amoklauf von der Polizei veröffentlicht, aber der ganze Brief wurde nicht offengelegt. Ein Jahr nach dem Massaker wurde Lépines Brief den Medien zugespielt. Darin schrieb er, er sei vollkommen rational, sein Amoklauf habe politische Motive und Feministinnen hätten sein Leben ruiniert. Er beschrieb seine Gründe für den Amoklauf, darunter auch seinen Hass auf Feministinnen dafür, dass sie einen sozialen Wandel anstrebten und die Privilegien von Männern an sich reißen wollten, so Lépine. Der Brief enthielt darüber hinaus eine Liste mit den Namen von 19 Frauen aus Québec, die Lépine für Feministinnen hielt und deshalb umbringen wollte, darunter eine Gewerkschaftsführerin, eine Politikerin, eine Prominente, sechs Polizeibeamtinnen und die Journalistin Francine Pelletier. Der Brief (ohne die Liste von Frauen) wurde schließlich in der kanadischen Zeitung La Presse veröffentlicht, wo Pelletier als Kolumnistin tätig war. Darüber hinaus verlieh Lépine in dem Brief seiner Bewunderung für den Amokläufer Denis Lortie Ausdruck, der 1984 drei Staatsbeamte umgebracht und 13 weitere verletzt hatte.

## Hintergründe

### Täter
Marc Lépine wurde als Sohn eines algerischen Vaters und einer kanadischen Mutter in Montreal geboren. Sein Vater verachtete Frauen und war seiner Ehefrau und seinem Sohn gegenüber häufig gewalttätig. Seine Eltern ließen sich 1976 scheiden, und sein Vater brach kurz danach den Kontakt zu seinen Kindern ab. Im Alter von 17 Jahren bewarb sich Lépine 1981 bei den Kanadischen Streitkräften, wurde laut seines Abschiedsbriefs aber für „antisozial“ befunden. Er sprach häufig über seine Abneigung gegen Feministinnen, Karrierefrauen und Frauen in männerdominierten Berufen. 1982 begann er eine voruniversitäre Ausbildung an einem Collège d’enseignement général et professionnel, brach diese aber in seinem letzten Semester ohne Angabe von Gründen ab. 1986 bewarb er sich für einen Studienplatz am Polytechnikum und wurde angenommen unter der Bedingung, dass er zuvor zwei Kurse absolviert. 1989 schloss er einen der erforderlichen Kurse ab und bewarb sich erneut am Polytechnikum, wurde aber abgelehnt, da ihm immer noch ein Kurs fehlte.

### Motiv

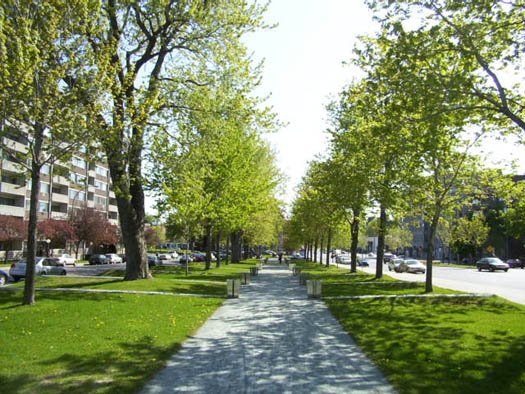
Mahnmal „Place du 6 Décembre 1989“, Montreal.

Der Amoklauf wurde insbesondere in späteren Phasen der Berichterstattung primär als ein Akt von Gewalt gegen Frauen dargestellt, während andere Interpretationen zunehmend in den Hintergrund traten. Antifeminismus wurde als ein Tatmotiv identifiziert; laut Untersuchungsbericht sah Lépine Feministinnen und Frauen als den Feind. Diese Lesart hatte Lépine selbst durch seine Äußerungen und seinen Abschiedsbrief, in dem er ausführte, wie das Massaker zu interpretieren sei, nahegelegt. Feministen und Politiker wie Premierminister Stephen Harper erachten das Massaker als Ausdruck gesellschaftlich verbreiteter Misogynie und Akzeptanz von Gewalt gegen Frauen. Der Amoklauf wurde als eine Art von erweitertem Suizid beschrieben, bei dem der Täter eine bestimmte Gruppe von Menschen – oftmals in einem öffentlichen Raum – angreift, mit dem primären Ziel, in „Glanz und Glorie“ zu sterben. Kriminologen sehen das Massaker als Hate Crime bzw. Bias Crime gegen Frauen, da die Opfer nur wegen ihrer Zugehörigkeit zu der Gruppe Frauen ausgewählt wurden und mit anderen Mitgliedern dieser Gruppe austauschbar waren. Lépines Mutter war später der Ansicht, die Wut ihres Sohnes sei gegen sie gerichtet, da sie eine alleinerziehende, berufstätige Mutter war und deshalb von einigen für eine Feministin gehalten wurde.
Andere sahen den Amoklauf als die isolierten Handlungen eines Geisteskranken, eine Interpretation der Ereignisse, die Lépine in seinem Abschiedsbrief vorhergesagt und abgelehnt hatte. Ein Psychiater befragte Lépines Familie und Freunde und beschäftigte sich mit seinen Notizen als Teil einer Polizeiuntersuchung. Dass Lépine den mehrfachen erweiterten Suizid als Suizidmethode gewählt hatte, sei typisch für Menschen mit einer Persönlichkeitsstörung. Anderen Psychiatern zufolge hatte Lépine aufgrund der Schläge seines Vaters Hirnschädigungen erlitten und war psychotisch. Laut einer anderen Theorie identifizierte er sich mit seinem gewalttätigen Vater und imitierte dessen Verhalten gegenüber seiner Frau. Zudem konnte er Erfahrungen wie Ablehnung und Verlust schlecht verarbeiten und gab Frauen die Schuld an allen seinen Misserfolgen. Lépines Mutter mutmaßte, dass er möglicherweise unter einer Bindungsstörung litt, weil sein Vater ihn als Kind nicht beachtet und später ganz den Kontakt zu ihm abgebrochen hatte.
Ausgehend von Lépines Interesse an gewaltsamen Actionfilmen waren einige Kommentatoren der Ansicht, dass Gewalt in den Medien zu seinen Handlungen beigetragen habe. Andere argumentierten, dass soziale Missstände – wie z. B. Armut, unmenschliche Arbeitsbedingungen und sinkende Staatsausgaben für Bildung und Gesundheit – den Nährboden für Gewaltverbrechen bilden. Kolumnistin Jan Wong betonte 2006 in einem umstrittenen Artikel in der Globe and Mail, dass die drei Amokläufe in Québec – 1989 an der École polytechnique, 1992 an der Concordia University und 2006 am Dawson College – von den Söhnen von Einwanderern verübt wurden. Laut Wong wurden die drei Täter wegen ihres Migrationshintergrunds ausgegrenzt. Lépine war zwar frankophon und in Kanada geboren, gehörte jedoch in den Augen von Frankokanadiern nicht zu ihnen, da sein Vater aus Algerien stammte.

## Opfer

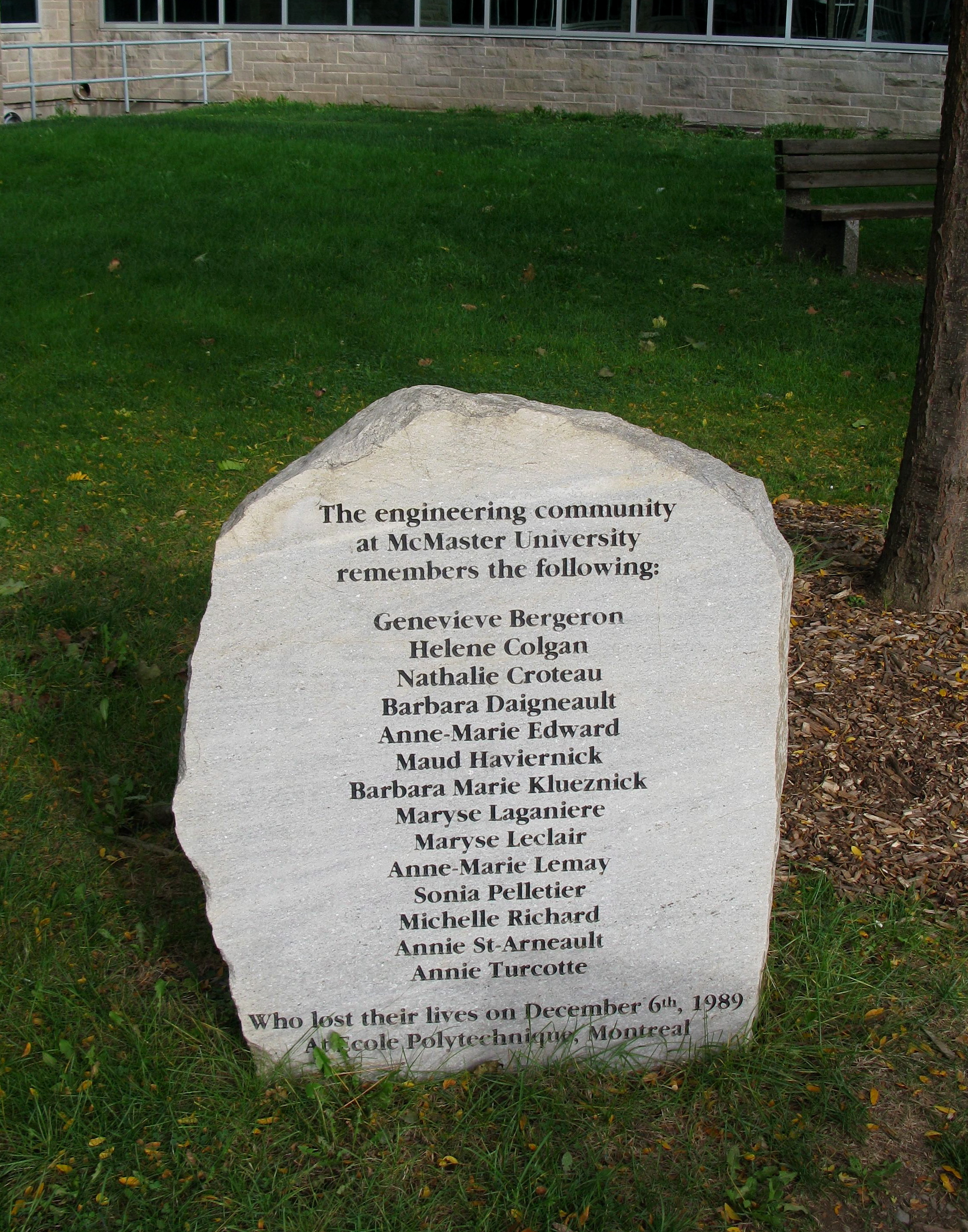
Denkmal in der Nähe des Hodgins Engineering Building, McMaster University.

Der Täter hatte die Opfer wegen ihrer vermuteten Zugehörigkeit zur Gruppe „Feministinnen“ ausgewählt. In der Öffentlichkeit wurden deshalb Bemühungen unternommen, die getöteten Frauen nicht als Vertreterinnen einer Gruppe, sondern als Individuen sichtbar zu machen. Ihre Namen sowie die Reaktionen ihrer Familienmitglieder erschienen in Zeitungen und anderen Medien. In fast jeder Gedenkveranstaltung und -stätte werden die Opfer namentlich genannt.
Die ersten sechs der 14 Todesopfer waren Maschinenbaustudentinnen im letzten Studienjahr. Hélène Colgan (* 1966) wollte nach ihrem grundständigen Studium einen Master-Grad erwerben, ihr lagen bereits mehrere Arbeitsplatzangebote vor. Nathalie Croteau (* 1966) stand kurz vor ihrem Studienabschluss und hatte für Ende Dezember 1989 einen Urlaub geplant. Barbara Daigneault (* 1967) stammte aus einer Ingenieurfamilie. Ihr Vater war ein Professor für Maschinenbau an einer anderen Hochschule Montreals, sie half ihm als unterrichtende Assistentin. Anne-Marie Lemay (* 1967) studierte auch Maschinenbau und war neben dem Studium Musikerin. Sonia Pelletier (* 1961) und Annie St-Arneault (* 1966) sollten in wenigen Tagen ihren Abschluss erhalten und hatten schon Vorstellungstermine vereinbart.
Maryse Laganière (* 1964) arbeitete in der Finanzabteilung der Hochschule und war frisch verheiratet. Sie wurde im Eingang zum Finanzbüro mit mehreren Schüssen getötet.
Barbara Klucznik Widajewicz (* 1958) studierte Pflegewissenschaft. Sie und ihr Ehemann, beide Einwanderer aus Polen, wollten an dem Tag in der Cafeteria der École polytechnique essen.
Anne-Marie Edward (* 1968) und Geneviève Bergeron (* 1968) waren aus der Cafeteria geflohen und hielten sich in einem Lagerraum versteckt, wohin der Täter ihnen folgte. Edward studierte chemische Verfahrenstechnik und war Mitglied des Uni-Skiteams; auf Wunsch ihrer Familie wurde sie in ihrem Teamanzug begraben. Bergeron hatte ein Stipendium für Bauwesen und war Babysitter der Tochter des Bürgermeisters Jean Doré.
Michèle Richard (* 1968) und Maud Haviernick (* 1960) starben in einem Vorlesungssaal im zweiten Geschoss der Hochschule. Richard und Haviernick studierten beide Werkstofftechnik im zweiten Studienjahr und hatten während des Semesters zusammen an einem Werkstoffprojekt gearbeitet. Haviernick hatte bereits einen Abschluss in Umwelttechnik. Annie Turcotte (* 1969), Studentin für Werkstofftechnik, erlag nach dem Amoklauf ihren Schussverletzungen. Maryse Leclair (* 1966) wurde angeschossen und später mit Messerstichen vom Täter getötet.
Aus Anlass der gemeinsamen Bestattung von neun der 14 ermordeten Frauen wurde am 11. Dezember 1989 in Notre-Dame de Montréal ein Trauergottesdienst gehalten, in Anwesenheit der Generalgouverneurin Jeanne Sauvé, des kanadischen Premierministers Brian Mulroney, des Premierministers von Québec Robert Bourassa, des Bürgermeisters von Montreal Jean Doré sowie Tausender anderer Trauergäste.

## Folgen

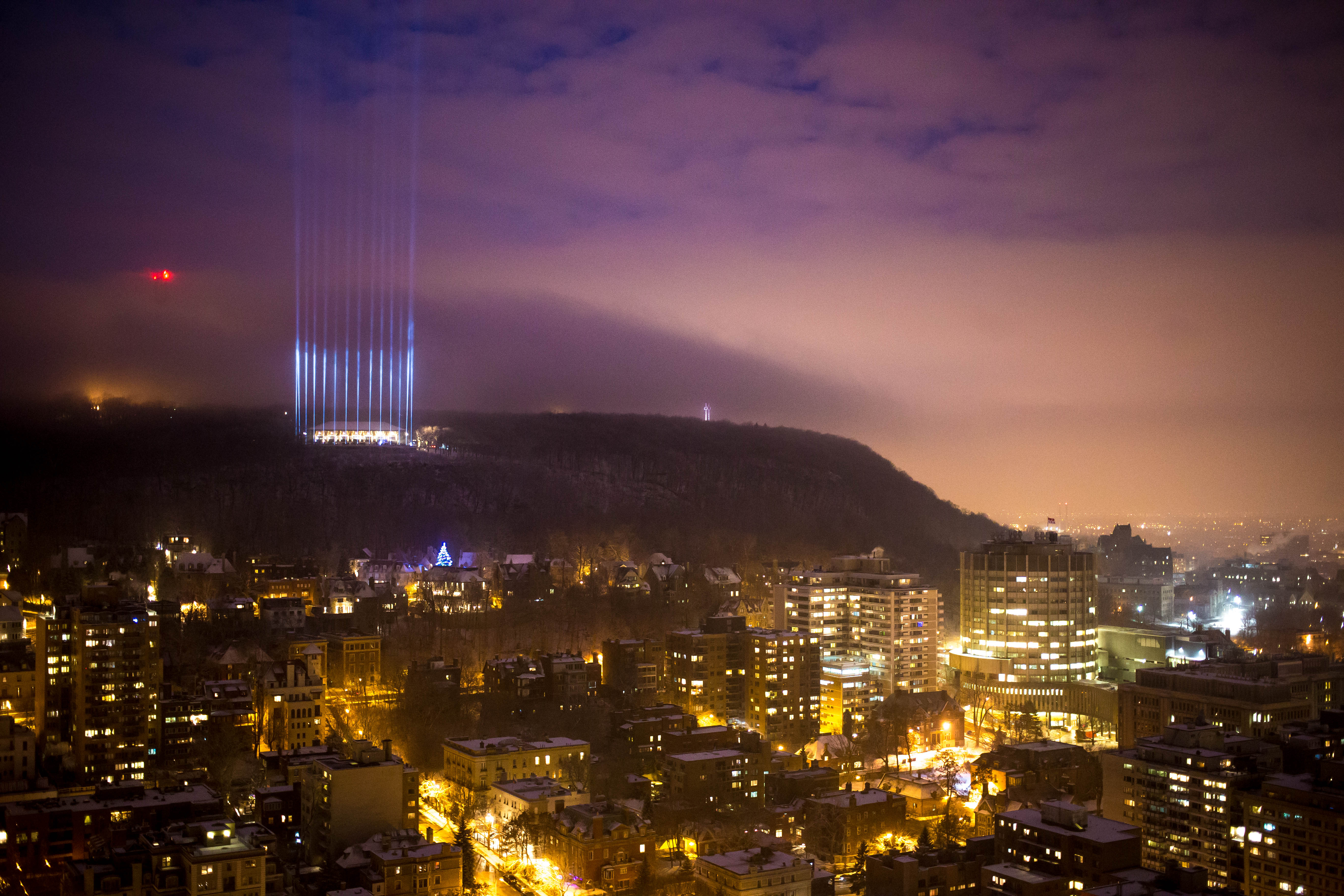
Lichtinstallation auf dem Mont Royal zum 25. Jahrestag des Amoklaufs.

Vertreter der Regierung und Strafjustiz befürchteten, dass die öffentliche Diskussion über das Massaker zu antifeministischer Gewalt führen würde, und eine öffentliche Untersuchung wurde aus diesem Grund abgelehnt. Lépines Abschiedsbrief sowie der Polizeibericht wurden nicht offiziell veröffentlicht, obwohl eine Kopie des Berichts der Untersuchungsrichterin zur Verfügung stand. Medien, Wissenschaftler, Frauenorganisationen sowie die Familien der Opfer kritisierten das Informationsdefizit und das Fehlen einer öffentlichen Untersuchung. Auch die Reaktion der Polizei auf den Amoklauf wurde heftig kritisiert. Polizeibeamte hatten den Auftrag erhalten, das Gebiet weiträumig abzusperren und das Gebäude nicht zu betreten, solange der Amokläufer am Leben war. In der Zeit, in der sie auf die Ankunft taktischer Einheiten warteten, wurden mehrere Frauen getötet. Laut Untersuchungsbericht hätte die Zahl der Todesopfer viel höher sein können, da Lépine 60 unbenutzte Geschosse übrig hatte und die Polizei keinen Angriff plante. Infolge des Amoklaufs wurden neue Notfalleinsatzpläne eingeführt, die 2006 beim Amoklauf am Dawson College in Montreal zum Einsatz kamen und ein schnelleres Eingreifen der Polizei ermöglichten.
Die Folgen für die Verletzten und Zeugen sind Jahre nach der Tat noch spürbar; viele leiden noch heute an posttraumatischen Störungen. Mehrere Studenten begingen Suizid, davon hinterließen zwei Personen Abschiedsbriefe, in denen sie den Amoklauf als Grund dafür angaben. Zu ihnen gehörte der Student Sarto Blais, der sich acht Monate nach dem Amoklauf erhängte. In seinem Abschiedsbrief schrieb er, dass er es nicht ertragen konnte, als Mann nichts unternommen zu haben. Seine Eltern nahmen sich elf Monate später ebenfalls das Leben.
Politische Folge des Amoklaufs war eine strengere Waffenkontrolle. Eine der Überlebenden des Massakers gründete gemeinsam mit den Eltern eines Opfers die „Coalition for Gun Control“ (dt. Aktionsbündnis für Waffenkontrolle). Die Anstrengungen dieser Organisation und anderer Aktivisten führten dazu, dass 1995 ein verschärftes Schusswaffengesetz verabschiedet wurde. Gegner des neuen Waffengesetzes kritisierten die liberale Regierung von Jean Chrétien und monierten vor allem die Anforderung, dass alle Schusswaffen registriert werden müssen. 2009 und 2010 sprachen sich die Überlebenden des Massakers und die Familien der Opfer gegen ein von der konservativen Regierung von Stephen Harper vorgeschlagenes Gesetz aus, das das kanadische Waffenregister abschaffen sollte. Eine Überlebende beschrieb den Gesetzesvorschlag der Konservativen Partei als „Schlag ins Gesicht der Opfer und ihrer Familien“. Im September 2010 wurde der Gesetzesantrag mit knapper Mehrheit abgelehnt.
Der Amoklauf revitalisierte die kanadische Frauenbewegung und entfachte Empörung über Gewalt gegen Frauen. Bis dahin waren feministische Forderungen nach Anerkennung der breiten Kategorie „Gewalt gegen Frauen“ als ein eigenständiges und politisch relevantes Problem von der Gesetzgebung ignoriert worden. Nach dem Massaker fand auf Drängen von Feministinnen jedoch ein Wandel im offiziellen Diskurs über Gewalt statt. Folglich führte ein Unterausschuss des kanadischen Unterhauses Anhörungen zum Thema Gewalt gegen Frauen durch. Die Empfehlungen des Unterausschusses führten 1991 zur Einrichtung des „Canadian Panel on Violence against Women“ (dt.  Kanadischer Ausschuss zu Gewalt gegen Frauen). Gleichzeitig beteiligten sich große Teile der kanadischen Bevölkerung und Medien an einem antifeministischen Gegendiskurs. Insbesondere Maskulinisten und Antifeministen sind der Ansicht, dass der Feminismus am Massaker schuld sei, da er Männer zu solchen Taten provoziere. Einige Maskulinisten sehen in Lépine einen Helden, der für Männerrechte eingetreten sei, und verherrlichen oder verharmlosen seine Handlungen.

## Gedenken

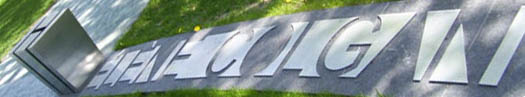
Der Name eines der Opfer am Mahnmal „Place du 6 Décembre 1989“.

Die Provinzregierung und Montreals Stadtregierung erklärten drei Tage Staatstrauer. Der 6. Dezember wurde 1991 zum Nationalen Gedenktag gegen Gewalt gegen Frauen erklärt. An diesem Tag werden die Flaggen am Peace Tower des Parliament Hill sowie allen anderen Regierungsgebäuden Kanadas auf halbmast gesetzt. Häufig finden Mahnwachen im Gedenken an die Opfer und Diskussionen über Gewalt gegen Frauen statt. An der École polytechnique de Montréal ist der 6. Dezember ein unterrichtsfreier Tag. Infolge des Massakers rief 1991 eine Gruppe von Männern aus London (Ontario) als Zeichen gegen Gewalt gegen Frauen die White-Ribbon-Kampagne ins Leben. Symbol wurde das der roten Schleife nachempfundene weiße Band.

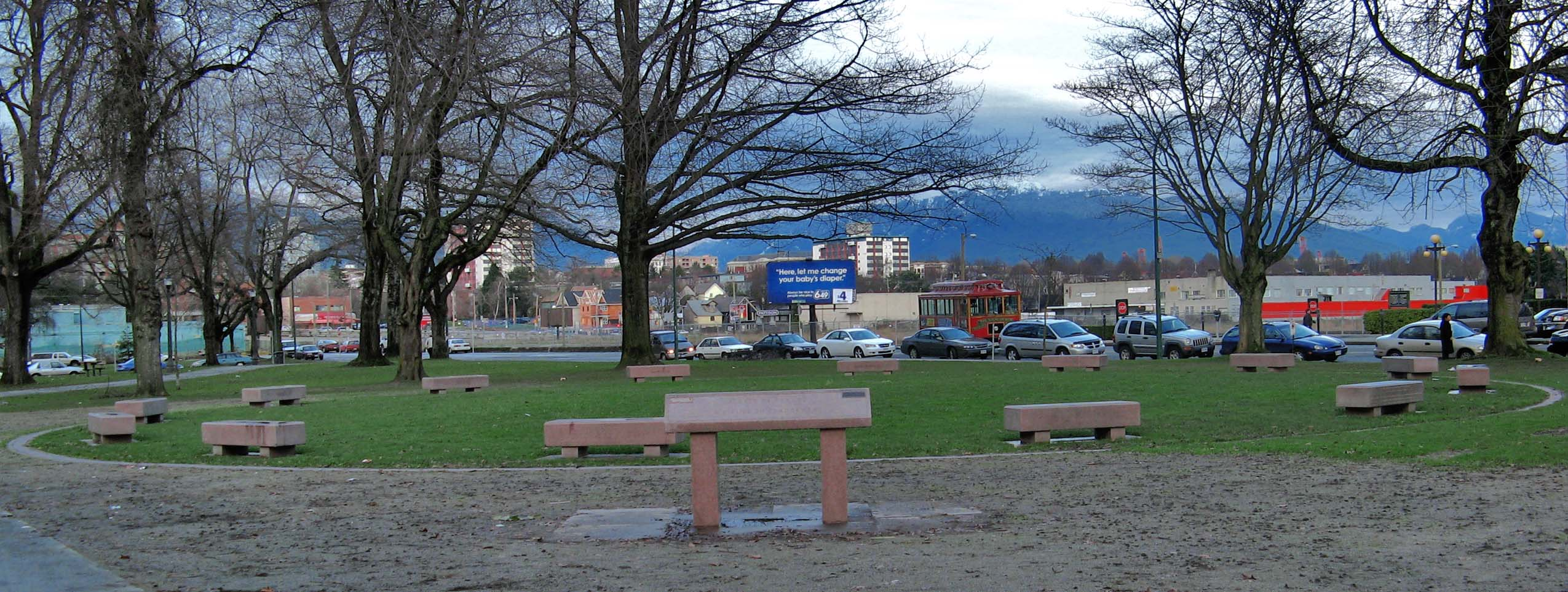
Mahnmal „Marker of Change“ bestehend aus 14 Sarg-förmigen Granitbänken, Thornton Park, Vancouver. Entworfen von Beth Alber.

In Côte-des-Neiges–Notre-Dame-de-Grâce wenige Meter entfernt von der École polytechnique wurde auf der „Place du 6 Décembre 1989“ ein Mahnmal für die Opfer des Massakers aufgestellt. Es trägt den Namen „Nef pour les quatorze reines“ (dt. „Schiff für die vierzehn Königinnen“) und wurde von der Künstlerin Rose-Marie Goulet entworfen. Ein 1997 in Vancouver errichtetes Denkmal namens „Marker of Change“ sorgte wegen der Aufschrift „women who have been murdered by men“ (dt. „Frauen, die von Männern ermordet wurden“) für Kontroversen, Kritiker waren der Ansicht, die Aufschrift sei zu politisch. Die an dem Projekt beteiligten Frauen erhielten Morddrohungen. Das Denkmal wurde fertiggestellt, aber Vancouvers Amt für Parks und Erholung untersagte als Reaktion auf die Kritik alle künftigen öffentlichen Kunstwerke, die bestimmte Gruppen verärgern könnten. Auch ein im Minto Park in Ottawa aufgestelltes Mahnmal, das ebenfalls den Namen „Marker of Change“ trägt, wurde für seine Aufschrift kritisiert. Im Januar 2013 benannte das John Abbott College sein neu errichtetes Wissenschaftsgebäude nach der ehemaligen Studentin und Opfer des Amoklaufs Anne-Marie Edward.
2008 veröffentlichte Marc Lépines Mutter Monique „Aftermath“, einen Bericht über ihre Erinnerungen und ihren Umgang mit dem Leid. Sie hatte bis 2006 keinen Kommentar zu dem Massaker abgegeben und beschloss erst nach dem Amoklauf am Dawson College, sich zu den Ereignissen von 1989 und 2006 zu äußern.
Während der zweistündigen Gedenkfeier am 25. Jahrestag 2014 hielten einige Überlebende sowie damalige und aktuelle Politiker (u. a. Philippe Couillard, Denis Coderre, Martin Cauchon), Aktivisten für Waffenkontrolle, Journalisten und weitere Personen kurze Reden. Außerdem erleuchteten 14 Scheinwerfer auf dem Mont Royal den Nachthimmel über der Stadt. Die Polytechnische Hochschule stiftete anlässlich dieses Jahrestags ein Order of the White Rose (dt. „Orden der weißen Rose“) genanntes Stipendium in Höhe von 30.000 Dollar für Kanadierinnen, die einen postgradualen Abschluss in Maschinenbau anstreben.

## Künstlerische Rezeption
2009 kam der auf dem Ereignis basierende Film Polytechnique von Denis Villeneuve in die kanadischen Kinos. Der Film, dessen Finanzierung die staatliche Filmförderungsagentur Telefilm Canada zuvor zweimal abgelehnt hatte, löste Kontroversen aus, darunter Beschwerden, dass er zu viele schmerzhafte Erinnerungen wachrufe. Die École polytechnique de Montréal distanzierte sich vom Film aus Respekt vor den Opfern und Mitarbeitern, von denen viele das Massaker miterlebt hatten.
Der Amoklauf wurde auch im Theaterstück The Anorak aufgegriffen. Musikalisch setzte sich die Death-Metal-Band Macabre in dem Song Montreal Massacre mit den Ereignissen auseinander.
Das Thema wird ebenfalls in dem Kriminalroman von Louise Penny "Ein sicheres Zuhause" aufgegriffen.